# Другов, Илья Дмитриевич
Илья Дмитриевич Другов (1923—1990) — советский военнослужащий. В Рабоче-крестьянской Красной Армии и Советской Армии служил с 1941 по 1948 год. Участник Великой Отечественной войны. Полный кавалер ордена Славы. Воинское звание — гвардии старшина.

## Биография

### До войны
Илья Дмитриевич Другов родился 8 августа 1923 года в уездном городе Щеглове Томской губернии РСФСР СССР (ныне город Кемерово, административный центр Кемеровской области Российской Федерации) в семье рабочего. Русский. Окончил среднюю школу № 42. До призыва на военную службу работал электросварщиком на Кемеровском азотно-туковом заводе имени XVIII съезда ВКП(б) (ныне производственное объединение «Химпром»).

### На фронтах Великой Отечественной войны
В ряды Рабоче-крестьянской Красной Армии И. Д. Другов вступил добровольцем в июле 1941 года. После прохождения военной подготовки его направили в формировавшуюся в Кемерове 303-ю стрелковую дивизию. В боях с немецко-фашистскими захватчиками Илья Дмитриевич с 19 июля 1942 года на Воронежском фронте. Боевое крещение принял на северной окраине города Воронежа. Осенью 1942 года в боях на Задонском шоссе был тяжело ранен. Лечился в тыловом госпитале на Урале. После выздоровления прошёл обучение на курсах механиков-водителей танка Т-34 при заводе «Уралмаш». В апреле 1943 года в звании сержанта был зачислен в 197-ю Свердловскую танковую бригаду 30-го Уральского добровольческого танкового корпуса. Вновь на передовой И. Д. Другов с 27 июля 1943 года. Сражаясь на Брянском фронте, Илья Дмитриевич принимал участие в Орловской операции Курской битвы и освобождении Брянского промышленного района. Во время Брянской операции Другова неожиданно вызвали в штаб корпуса. Командованию потребовался опытный младший командир, способный возглавить отделение разведчиков-мотоциклистов 88-го отдельного мотоциклетного батальона. Сразу же Илья Дмитриевич получил и первое боевое задание. 30-й мотострелковой бригаде полковника М. С. Смирнова предстояло выбить противника из города Унеча. Чтобы уточнить силы немцев, перед группой разведчиков под командованием сержанта Другова была поставлена задача захватить контрольного пленного. Разведчикам удалось незаметно подобраться к немецким траншеям. По сигналу командира группы они бросились на вражеский пулемётный расчёт. В короткой схватке советские бойцы уничтожили двух немецких солдат, а третьего скрутили и поволокли к оставленным неподалёку мотоциклам. Однако осуществить задуманное бесшумно разведчикам не удалось. В стане врага поднялась тревога, и разведгруппе пришлось отходить с боем, но контрольный пленный был доставлен в штаб бригады и дал ценные сведения о количестве и боевом составе оборонявших Унечу немецких подразделений, устройстве их обороны и огневых точках. К вечеру 23 сентября 1944 года мотострелки 30-го танкового корпуса при содействии других частей фронта полностью освободили город, а хорошо зарекомендовавший себя во время операции по захвату языка сержант И. Д. Другов так и остался в мотоциклетном батальоне.
После завершения наступательных операций на Орловщине и Брянщине 30-й танковый корпус был выведен в резерв Ставки Верховного Главнокомандования. За отличие в боях приказом НКО СССР № 306 от 23 октября 1943 года он был преобразован в 10-й гвардейский, а 88-й отдельный мотоциклетный батальон стал 7-м гвардейским. В феврале 1944 года гвардейцы-танкисты генерал-лейтенанта Г. С. Родина были переброшены на 1-й Украинский фронт и принимали участие в Проскуровско-Черновицкой операции. В ходе освобождения Западной Украины гвардии сержант И. Д. Другов, находясь в авангарде наступающих сил корпуса, осуществлял доставку боевых приказов командования непосредственно в подразделения, обеспечивал связь со стрелковыми подразделениями, вёл разведку на маршрутах движения, вскрывал промежуточные рубежи обороны противника, выявлял наличие противотанковых препятствий, минных полей и противотанковых средств, участвовал в диверсионных операциях в тылу врага и захвате языков. Особенно отличился Илья Дмитриевич во время Львовско-Сандомирской операции.

### Орден Славы III степени
13 июля 1944 года войска 1-го Украинского фронта перешли в наступление на львовском направлении. Основные силы 10-го гвардейского танкового корпуса в первые дни операции сосредоточились к юго-западу от Збаража в ожидании приказа о вводе в прорыв. В это время мотоциклисты 7-го гвардейского мотоциклетного полка постоянно курсировали между штабом корпуса и передовой, доставляя командованию оперативные сведения о боевой обстановке. 14 июля гвардии сержант И. Д. Другов под ураганным миномётным и пулемётным огнём противника на своём мотоцикле поддерживал связь со стрелковым подразделением, наступавшим в районе населённого пункта Бзовица. В момент, когда противник крупными силами перешёл в контратаку, Илья Дмитриевич находился непосредственно в боевых порядках пехоты. Вместе с пехотинцами он поднялся в атаку и в рукопашной схватке лично уничтожил двух вражеских солдат.
17 июля бригады корпуса были введены в Колтувский коридор с задачей обойти Львов с юга и сомкнуть кольцо окружения вокруг львовской группировки противника в районе Городка. Однако вследствие ожесточённого сопротивления немцев 20 июля гвардейцы генерал-майора Е. Е. Белова приказом командующего 1-м Украинским фронтом были брошены на штурм Львова. Перед бойцами 7-го отдельного гвардейского мотоциклетного батальона гвардии майора Н. П. Беклемишева была поставлена сложная задача прорваться в город через участок шоссе, занятый немцами, и произвести разведку сил и огневых средств противника. На ближних подступах к Львову в районе населённого пункта Артуровка батальон столкнулся с ожесточённым сопротивлением врага. Смело вступив в бой с превосходящими силами немцев, гвардейцы нанесли противнику большой урон и заняли Артуровку, чем способствовали продвижению вперёд частей корпуса. 23 июля 2-й танковый батальон 63-й гвардейской танковой бригады под командованием гвардии капитана П. В. Чиркова первым из частей корпуса ворвался на южную окраину Львова. Во время ожесточённых уличных боёв гвардии сержант И. Д. Другов неустанно обеспечивал связь штаба корпуса с подразделениями и не раз под огнём врага доставлял приказы в самую гущу сражения.
27 июня Львов был освобождён, и Уральский добровольческий танковый корпус продолжил наступление на самборском направлении. На всём протяжении от Львова до реки Днестр И. Д. Другов находился в передовом отряде корпуса и непрерывно вёл разведку. 28 июля в районе населённого пункта Великая Белина Илья Дмитриевич под сильным миномётным обстрелом в условиях болотистой местности произвёл разведку маршрута движения и выявил расположение огневых точек немцев. Продолжая продвигаться вперёд, на подступах к городу Самбор он обнаружил место сосредоточения крупных сил противника, готовившегося нанести контрудар во фланг наступающих частей 1-го Украинского фронта. 29 июня силами 7-го гвардейского МЦБ в районе населённого пункта Гордынь была проведена разведка боем, в ходе которой были добыты ценные сведения о численности этой группировки и её огневых средствах. На протяжении нескольких дней 4-я танковая армия активными действиями сковывала под Самбором войска неприятеля, а 7 августа стремительным ударом в направлении города Санок оттеснила немецкие войска к Карпатам, что во многом определило исход боёв за удержание советскими войсками плацдарма на левом берегу Вислы в районе Сандомира. За образцовое выполнение боевых заданий командования в ходе Львовско-Сандомирской операции приказом от 22 августа 1944 года гвардии сержант И. Д. Другов был награждён орденом Славы 3-й степени (№ 214048). В то же время ему было присвоено очередное воинское звание гвардии старшего сержанта.

### Орден Славы II степени
В период с 11 и по 15 августа 1944 года 10-й гвардейский танковый корпус был переброшен на Сандомирский плацдарм, где до начала 1945 года вёл бои в полосе обороны 5-й гвардейской армии. С началом Висло-Одерской операции после полудня 14 января он был введён в бой юго-восточнее города Кельце с задачей развить успех 13-й армии. Гвардейцы-танкисты нанесли тяжёлое поражение 17-й и 19-й танковым дивизиям вермахта у села Лисув (Lisów) и развили наступление общим направлением на Пётркув. Гвардии старший сержант И. Д. Другов на всём пути от Чарна Ниды до Пилицы действовал в разведке, находясь авангарде корпуса, а иногда и впереди его боевых порядков. 17 января в районе города Коньске он обнаружил в одном из строений вражескую засаду. Скрытно подобравшись к дому, разведчик бросил открытое окно несколько гранат, уничтожив 5 солдат противника, а двух выживших вынудил сдаться в плен. 18 января Илья Дмитриевич участвовал в разгроме колонны 17-й танковой дивизии в селе Парадыж (Paradyz), в результате которого было захвачено много пленных и автобус со штабными документами.
С приближением частей корпуса к Одеру перед 7-м гвардейским мотоциклетным батальоном была поставлена задача разведать пути подхода к реке. Гвардии старший сержант И. Д. Другов возглавил группу из 18 разведчиков, которой предстояло действовать северо-западнее города Бреслау. При проведении разведывательных мероприятий 26 января разведчики наткнулись на вражеский заслон. Действуя смело и решительно, Другов гранатой уничтожил двух вражеских солдат, а шестерых военнослужащих вермахта захватил в плен. В тот же день разведчики перешли Одер по тонкому льду и заняли небольшой плацдарм на его западном берегу, который удержали до подхода мотострелковых подразделений корпуса. За отличие в Висло-Одерской операции приказом от 13 марта 1945 года гвардии старший сержант И. Д. Другов был награждён орденом Славы 2-й степени (№ 26353).

### Орден Славы I степени
Захват и удержание плацдармов на Одере создали благоприятные условия для наступления Красной Армии в Силезии. В феврале 1945 года войска 1-го Украинского фронта успешно провели Нижне-Силезскую операцию, в ходе которой подразделения 10-го гвардейского танкового корпуса вышли на рубеж реки Нейсе в районе города Форст. В марте 1945 года корпус был привлечён для участия в операции по разгрому оппельнско-ратиборской группировки противника. В ходе Верхне-Силезской операции гвардейцы-танкисты наносили удар в направлении Нойштадта и Зюльца и к 18 марта соединились с частями 7-го гвардейского механизированного корпуса генерала И. П. Корчагина, завершив окружение крупной группировки противника. С 18 по 22 марта советские войска вели бои по её ликвидации и пресекали попытки противника деблокировать оказавшиеся в кольце войска. 18 марта гвардии старший сержант И. Д. Другов, перед началом операции назначенный на должность помощника командира взвода своего батальона, вёл разведку в районе населённого пункта Бухельсдорф (ныне Niemysłowice, Прудницкий повят, Опольское воеводство, Польша). Неожиданно взвод столкнулся большой группой немцев. Быстро заняв оборону, разведчики отразили две атаки врага, нанеся ему значительный урон в живой силе. В бою Илья Дмитриевич лично истребил 7 солдат неприятеля и 1 захватил в плен. 19 марта во время штурма деревни Реннерсдорф (ныне Rynarcice, Нысский повят, Опольское воеводство, Польша) гвардии старший сержант Другов будучи старшим десанта на танках личным примером увлёк бойцов в атаку, в ходе которой лично уничтожил 10 военнослужащих вермахта и 5 взял в плен. 20 марта при прочёсывании лесного массива в районе деревни Маунсдорф он обнаружил трёх немецких фаустников, пытавшихся подобраться к советским танкам, и смело вступив в бой, уничтожил врага. 21 марта Другов командовал разведгруппой, которой было поручено захватить языка в районе населённого пункта Дитмансдорф (ныне Mieszkowice, Прудницкий повят, Опольское воеводство, Польша). При этом командование приказывало доставить контрольного пленного «с языком подлиннее». Под покровом темноты Илья Дмитриевич с небольшой группой бойцов сумел проникнуть в деревню. В ходе наблюдения за противником разведчики приметили один из домов, где предположительно находился штаб какого-то подразделения. Выбрав удобный момент, они смело ворвались в расположение врага, и действуя автоматами и гранатами, уничтожили до 15 немецких солдат, а выскочившего из штаба немца быстро скрутили и эвакуировали на свою сторону. Захваченный «язык» оказался высокопоставленным штабным офицером, который дал командованию корпуса очень ценные сведения. 31 марта 1945 года командир 7-го отдельного гвардейского мотоциклетного батальона гвардии капитан В. А. Концевой за доблесть и мужество, проявленные во время боёв в Силезии, представил гвардии старшего сержанта И. Д. Другова к ордену Славы 1-й степени. Высокая награда за номером 214 была присвоена Илье Дмитриевичу указом Президиума Верховного Совета СССР от 27 июня 1945 года.

### На завершающем этапе войны
16 апреля 1945 года советские войска начали решающее наступление на Берлин. В ходе Берлинской операции 10-й гвардейский танковый корпус переправился через Нейсе, и прорвав оборону врага в полосе наступления 5-й гвардейской армии, устремился к столице Германской империи. 23 апреля основные силы корпуса вышли к юго-западной окраине Берлина в районе населённого пункта Штансдорф. Во время штурма Берлина бригады и полки корпуса действовали раздельно: одни сражались на острове Ванзее и южных окраинах Берлина, другие — в Потсдаме, третьи — в районе Луккенвальде. Однако штаб корпуса, расположившийся в Штансдорфе, всегда имел необходимые данные о противнике, положении своих частей и обеспечивал управление боем командиру корпуса. Этому в немалой степени способствовала самоотверженная работа личного состава 7-го гвардейского мотоциклетного батальона, в том числе и гвардии старшего сержанта И. Д. Другова. По некоторым данным во время заключительных боёв в Берлине Илья Дмитриевич со своими бойцами сигналами с земли наводил советскую штурмовую авиацию на здание штаба немецких войск. После авианалёта разведчики обнаружили в полуразрушенном здании один из штандартов 5-й танковой дивизии СС «Викинг», который во время парада Победы на Красной площади в Москве Илья Дмитриевич бросил к подножию мавзолея Ленина.
После завершения Берлинской операции 10-й гвардейский танковый корпус был выведен в район Даме, но отдых танкистов оказался недолгим. В ночь на 6 мая 1945 года они получили приказ о наступлении на Прагу. Разгромив к 7 мая немецкие войска в районе Фрейберга, гвардейцы генерал-лейтенанта Е. Е. Белова перевалили через Рудные горы и в 3 часа утра 9 мая передовыми частями вступили в Прагу. Здесь, в столице Чехословакии, И. Д. Другов завершил свой боевой путь.

### После войны
После окончания Великой Отечественной войны И. Д. Другов оставался на военной службе до 1948 года. Демобилизовавшись в звании гвардии старшины, Илья Дмитриевич вернулся в Кузбасс. Жил в Кемерове. Работал электросварщиком в монтажном управлении треста «Запсибантехмонтаж» и газоэлектросварщиком на производственно-ремонтном предприятии «Кузбассэлектроремонт». Умер 12 октября 1990 года. Похоронен в Кемерове.

## Награды
- Орден Отечественной войны 1-й степени (11.03.1985)[15];
- орден Славы 1-й степени (27.06.1945)[13];
- орден Славы 2-й степени (13.03.1945)[9];
- орден Славы 3-й степени (22.08.1944)[7];
- медали, в том числе:
  - медаль «За победу над Германией в Великой Отечественной войне 1941-1945 гг.»;
  - медаль «За взятие Берлина»;
  - медаль «За освобождение Праги».

## Память
- Мемориальная доска в честь И. Д. Другова установлена в Кемерово по адресу: улица Весенняя, 19[16].

## Документы
- Общедоступный электронный банк документов «Подвиг Народа в Великой Отечественной войне 1941—1945 гг.» Дата обращения: 30 августа 2014. Архивировано из оригинала 13 марта 2012 года. Номера в базе данных:

Орден Отечественной войны 1-й степени (архивный реквизит 1515001605).
Представление к ордену Славы 1-й степени (архивный реквизит 46956070).
Указ Президиума Верховного Совета СССР от 27 июня 1945 года (архивный реквизит 46807319).
Ходатайство на имя Верховного Главнокомандующего (архивный реквизит 46808132).
Орден Славы 2-й степени (архивный реквизит 22259328).
Орден Славы 3-й степени (архивный реквизит 40886208).